# Chlaeniina
Los cleniínos (Chlaeniina) son una subtribu de coleópteros adéfagos de la familia Carabidae.

## Géneros
Se reconocen los siguientes géneros:
- Actodus Alluaud, 1915
- Chlaenius Bonelli, 1810
- Eccoptomenus Chaudoir, 1850
- Ectenognathus Murray, 1958
- Harpaglossus Motschulsky, 1858
- Hololeius LaFerte-Senectere, 1851
- Mirachlaenius Facchini, 2011
- Parachlaenius Kolbe, 1894
- Perissostomus Alluaud, 1930
- Procletodema Peringuey, 1899
- Procletus Peringuey, 1896
- Rhopalomelus Boheman, 1848
- Sphodroschema Alluaud, 1930
- Stenoodes Basilewsky, 1953
- Stuhlmannium Kolbe, 1894
- Vachinius Casale, 1984